# Duravel
Duravel é uma comuna francesa na região administrativa de Occitânia, no departamento de Lot. Estende-se por uma área de 14,97 km². Em 2010 a comuna tinha 964 habitantes (densidade: 64,4 hab./km²).